# 12270 Bozar
12270 Bozar este o planetă minoră (asteroid), cu un diametru de 7,124 km, din centura de asteroizi. A fost descoperită pe 16 august 1990 la Observatorul European Austral de Eric Walter Elst și a fost numită după Paleis voor Schone Kunsten⁠(d). 
Obiectul prezintă o orbită caracterizată de o semiaxă mare de 2,6276263 UAi, o excentricitate de 0,16, o înclinație de 3,72627 ° în raport cu ecliptica.